# Cercocebus agilis
Cercocebus agilis (Мангабі спритний) — вид приматів з роду Cercocebus родини мавпові.

## Опис
Довжина голови і тіла самців: 51-65 см, довжина голови і тіла самиць: 44-55 см, довжина хвоста: 45-79 см, вага самців: 7-13 кг, вага самиць: 5-7 кг. Хутро сіро-зелене або оливкове на верхній стороні, черево світліше, часто білувате. Гола шкіра обличчя та ступні чорнуваті. 

## Поширення
Країни проживання: Камерун; Республіка Конго; Демократична Республіка Конго; Екваторіальна Гвінея; Габон. Цей вид зазвичай зустрічається в періодично затопленому болотному лісі. 

## Стиль життя
Вони денні й хоча в цілому деревні, проводять значну частину свого часу (12-22%) на землі, особливо під час сухого сезону. Вони живуть разом у групах від 8 до 18 тварин, які складаються з одного або кількох самців, кількох самиць і потомства. Самці володіють гучним голосом. Це всеїдні тварини, переважно їдять плоди. Крім того, вони також їдять насіння, горіхи, шишки і гриби, а також пташині яйця і комах та інших дрібних тварин. Відомі хижаки: Panthera pardus, Stephanoaetus coronatus, Python, Homo sapiens.

## Загрози та охорона
Цей вид знаходиться під загрозою втрати середовища проживання, викликаного збезлісенням. На нього також локально полюють на м'ясо і тварин переслідують за рейдерство. Цей вид занесений до Додатка II СІТЕС і класу B Африканської Конвенції про збереження природи і природних ресурсів. Як передбачається, живе в ряді ПОТ.